# Atletism la Jocurile Olimpice de vară din 2024 - 100 m garduri (feminin)
Proba de atletism 100 m garduri feminin de la Jocurile Olimpice de vară din 2024 a avut loc în perioada 7 - 10 august 2024 pe Stade de France.

## Recorduri
Înaintea acestei competiții, recordurile mondiale și olimpice erau următoarele:
| Record  | Atlet                       | Timp  | Loc                   | Data          |
| ------- | --------------------------- | ----- | --------------------- | ------------- |
| Mondial | Tobi Amusan (NGR)           | 12,20 | Eugene, Statele Unite | 24 iulie 2022 |
| Olimpic | Jasmine Camacho-Quinn (PUR) | 12,35 | Tokio, Japonia        | 1 august 2021 |

## Program
Orele sunt ora Franței (UTC+1) 
| Data                    | Oră   | Etapă        |
| ----------------------- | ----- | ------------ |
| Miercuri, 7 august 2024 | 10:15 | Primul tur   |
| Joi, 8 august 2024      | 10:35 | Recalificări |
| Vineri, 9 august 2024   | 12:05 | Semifinale   |
| Sâmbătă, 10 august 2024 | 19:45 | Finala       |

## Rezultate

### Primul tur
S-au calificat în semifinale primii trei atleți din fiecare serie (C) și următorii trei atleți cu cel mai bun timp (c). Toți ceilalți au avansat în runda de recalificări.

#### Seria 1
| Loc | Culoar | Atletă               | Țară                       | Timp  | Note |
| --- | ------ | -------------------- | -------------------------- | ----- | ---- |
| 1   | 9      | Tobi Amusan          | Nigeria                    | 12,49 | C    |
| 2   | 7      | Alaysha Johnson      | Statele Unite ale Americii | 12,61 | C    |
| 3   | 4      | Janeek Brown         | Jamaica                    | 12,84 | C    |
| 4   | 2      | Mako Fukube          | Japonia                    | 12,85 | c    |
| 5   | 3      | Sidonie Fiadanantsoa | Madagascar                 | 12,92 |      |
| 6   | 8      | Wu Yanni             | China                      | 12,97 |      |
| 7   | 5      | Maayke Tjin-A-Lim    | Olanda                     | 12,98 |      |
| 8   | 6      | Maribel Caicedo      | Ecuador                    | 13,05 |      |

#### Seria 2
| Loc | Culoar | Atletă                | Țară           | Timp  | Note |
| --- | ------ | --------------------- | -------------- | ----- | ---- |
| 1   | 2      | Jasmine Camacho-Quinn | Puerto Rico    | 12,42 | C    |
| 2   | 9      | Cindy Sember          | Marea Britanie | 12,62 | C    |
| 3   | 8      | Pia Skrzyszowska      | Polonia        | 12,72 | C    |
| 4   | 7      | Denisha Cartwright    | Bahamas        | 12,89 |      |
| 5   | 4      | Yumi Tanaka           | Japonia        | 12,90 |      |
| 6   | 6      | Ebony Morrison        | Liberia        | 12,93 |      |
| 7   | 3      | Celeste Mucci         | Australia      | 13,05 |      |
| 8   | 5      | Emelia Chatfield      | Haiti          | 13,06 |      |

#### Seria 3
| Loc | Culoar | Atletă              | Țară                       | Timp  | Note |
| --- | ------ | ------------------- | -------------------------- | ----- | ---- |
| 1   | 6      | Masai Russell       | Statele Unite ale Americii | 12,53 | C    |
| 1   | 9      | Nadine Visser       | Olanda                     | 12,53 | C    |
| 3   | 3      | Cyrena Samba-Mayela | Franța                     | 12,56 | C    |
| 4   | 8      | Charisma Taylor     | Bahamas                    | 12,78 | c    |
| 5   | 2      | Mariam Abdul-Rashid | Canada                     | 12,80 | c    |
| 6   | 7      | Reetta Hurske       | Finlanda                   | 12,96 |      |
| 7   | 5      | Gréta Kerekes       | Ungaria                    | 13,50 |      |
| 8   | 4      | Michelle Jenneke    | Australia                  | 20,85 |      |

#### Seria 4
| Loc | Culoar | Atletă            | Țară          | Timp  | Note |
| --- | ------ | ----------------- | ------------- | ----- | ---- |
| 1   | 9      | Danielle Williams | Jamaica       | 12,59 | C    |
| 2   | 6      | Sarah Lavin       | Irlanda       | 12,73 | C    |
| 3   | 2      | Ditaji Kambundji  | Elveția       | 12,81 | C    |
| 4   | 4      | Marione Fourie    | Africa de Sud | 12,91 |      |
| 5   | 8      | Laëticia Bapté    | Franța        | 13,04 |      |
| 6   | 5      | Luca Kozák        | Ungaria       | 13,11 |      |
| 7   | 3      | Jyothi Yarraji    | India         | 13,16 |      |
|     | 7      | Yoveinny Mota     | Venezuela     | DS    |      |

#### Seria 5
| Loc | Culoar | Atletă            | Țară                       | Timp  | Note |
| --- | ------ | ----------------- | -------------------------- | ----- | ---- |
| 1   | 3      | Ackera Nugent     | Jamaica                    | 12,65 | C    |
| 2   | 2      | Devynne Charlton  | Bahamas                    | 12,71 | C    |
| 3   | 9      | Grace Stark       | Statele Unite ale Americii | 12,72 | C    |
| 4   | 5      | Liz Clay          | Australia                  | 12,94 |      |
| 5   | 4      | Lotta Harala      | Finlanda                   | 12,97 |      |
| 6   | 7      | Viktória Forster  | Slovacia                   | 13,08 |      |
| 7   | 6      | Lin Yuwei         | China                      | 13,24 |      |
| 8   | 8      | Michelle Harrison | Canada                     | 13,40 |      |

### Recalificări
S-au calificat în semifinale primii doi atleți din fiecare serie (C).

#### Seria 1
| Loc | Culoar | Atletă            | Țară          | Timp  | Note  |
| --- | ------ | ----------------- | ------------- | ----- | ----- |
| 1   | 4      | Marione Fourie    | Africa de Sud | 12,79 | C     |
| 2   | 5      | Maayke Tjin-A-Lim | Olanda        | 12,87 | C, SB |
| 3   | 2      | Viktória Forster  | Slovacia      | 12,88 |       |
| 4   | 8      | Jyothi Yarraji    | India         | 13,17 |       |
| 5   | 7      | Gréta Kerekes     | Ungaria       | 13,20 |       |
| 6   | 3      | Emelia Chatfield  | Haiti         | 13,24 |       |
| 7   | 6      | Michelle Jenneke  | Australia     | 13,86 |       |

#### Seria 2
| Loc | Culoar | Atletă            | Țară      | Timp  | Note |
| --- | ------ | ----------------- | --------- | ----- | ---- |
| 1   | 4      | Ebony Morrison    | Liberia   | 12,82 | C    |
| 2   | 2      | Maribel Caicedo   | Ecuador   | 12,83 | C    |
| 3   | 6      | Reetta Hurske     | Finlanda  | 12,83 |      |
| 4   | 8      | Laëticia Bapté    | Franța    | 12,92 |      |
| 5   | 3      | Celeste Mucci     | Australia | 13,00 |      |
| 6   | 5      | Lin Yuwei         | China     | 13,13 |      |
| 7   | 7      | Michelle Harrison | Canada    | 13,30 |      |

#### Seria 3
| Loc | Culoar | Atletă               | Țară       | Timp  | Note |
| --- | ------ | -------------------- | ---------- | ----- | ---- |
| 1   | 6      | Lotta Harala         | Finlanda   | 12,86 | C    |
| 2   | 8      | Yumi Tanaka          | Japonia    | 12,89 | C    |
| 3   | 2      | Luca Kozák           | Ungaria    | 12,96 | SB   |
| 4   | 3      | Wu Yanni             | China      | 12,98 |      |
| 5   | 5      | Liz Clay             | Australia  | 12,99 |      |
| 6   | 7      | Sidonie Fiadanantsoa | Madagascar | 13,12 |      |
| 7   | 4      | Denisha Cartwright   | Bahamas    | 13,45 |      |

### Semifinale
S-au calificat în finală primii doi atleți din fiecare semifinală (C) și următorii atleți cu cei mai buni 2 timpi (c).

#### Semifinala 1
| Loc | Culoar | Atletă              | Țară                       | Timp  | Note |
| --- | ------ | ------------------- | -------------------------- | ----- | ---- |
| 1   | 4      | Grace Stark         | Statele Unite ale Americii | 12,39 | C    |
| 2   | 7      | Devynne Charlton    | Bahamas                    | 12,50 | C    |
| 3   | 6      | Tobi Amusan         | Nigeria                    | 12,55 |      |
| 4   | 8      | Pia Skrzyszowska    | Polonia                    | 12,55 |      |
| 5   | 3      | Mariam Abdul-Rashid | Canada                     | 12,60 | PB   |
| 6   | 5      | Danielle Williams   | Jamaica                    | 12,82 |      |
| 7   | 9      | Yumi Tanaka         | Japonia                    | 12,91 |      |
|     | 2      | Ebony Morrison      | Liberia                    | DS    |      |

#### Semifinala 2
| Loc | Culoar | Atletă           | Țară                       | Timp  | Note |
| --- | ------ | ---------------- | -------------------------- | ----- | ---- |
| 1   | 4      | Alaysha Johnson  | Statele Unite ale Americii | 12,34 | C    |
| 2   | 7      | Nadine Visser    | Olanda                     | 12,43 | C    |
| 3   | 8      | Charisma Taylor  | Bahamas                    | 12,63 | PB   |
| 4   | 9      | Maribel Caicedo  | Ecuador                    | 12,67 |      |
| 5   | 6      | Ditaji Kambundji | Elveția                    | 12,68 |      |
| 6   | 4      | Sarah Lavin      | Irlanda                    | 12,69 |      |
| 7   | 9      | Janeek Brown     | Jamaica                    | 12,92 |      |
| 8   | 2      | Lotta Harala     | Finlanda                   | 13,05 |      |

#### Semifinala 3
| Loc | Culoar | Atletă                | Țară                       | Timp  | Note |
| --- | ------ | --------------------- | -------------------------- | ----- | ---- |
| 1   | 5      | Jasmine Camacho-Quinn | Puerto Rico                | 12,35 | C    |
| 2   | 7      | Masai Russell         | Statele Unite ale Americii | 12,42 | C    |
| 3   | 4      | Ackera Nugent         | Jamaica                    | 12,44 | c    |
| 4   | 6      | Cyrena Samba-Mayela   | Franța                     | 12,52 | c    |
| 5   | 3      | Mako Fukube           | Japonia                    | 12,89 |      |
| 6   | 9      | Marione Fourie        | Africa de Sud              | 13,01 |      |
| 7   | 2      | Maayke Tjin-A-Lim     | Olanda                     | 13,03 |      |
|     | 8      | Cindy Sember          | Marea Britanie             | NT    |      |

### Finala
| Loc | Culoar | Atletă                | Țară                       | Reacție la start | Timp  | Note |
| --- | ------ | --------------------- | -------------------------- | ---------------- | ----- | ---- |
| 1   | 5      | Masai Russell         | Statele Unite ale Americii | 0,137            | 12,33 |      |
| 2   | 2      | Cyréna Samba-Mayela   | Franța                     | 0,143            | 12,34 |      |
| 3   | 7      | Jasmine Camacho-Quinn | Puerto Rico                | 0,173            | 12,36 |      |
| 4   | 3      | Nadine Visser         | Olanda                     | 0,134            | 12,43 |      |
| 5   | 4      | Grace Stark           | Statele Unite ale Americii | 0,161            | 12,43 |      |
| 6   | 8      | Devynne Charlton      | Bahamas                    | 0,203            | 12,56 |      |
| 7   | 6      | Alaysha Johnson       | Statele Unite ale Americii | 0,151            | 12,93 |      |
| —   | 9      | Ackera Nugent         | Jamaica                    | 0,138            | NT    |      |